# Оккьобелло
Оккьобелло (італ. Occhiobello, вен. Ociobeło) — муніципалітет в Італії, у регіоні Венето, провінція Ровіго.
Оккьобелло розташоване на відстані близько 350 км на північ від Рима, 85 км на південний захід від Венеції, 23 км на південний захід від Ровіго.

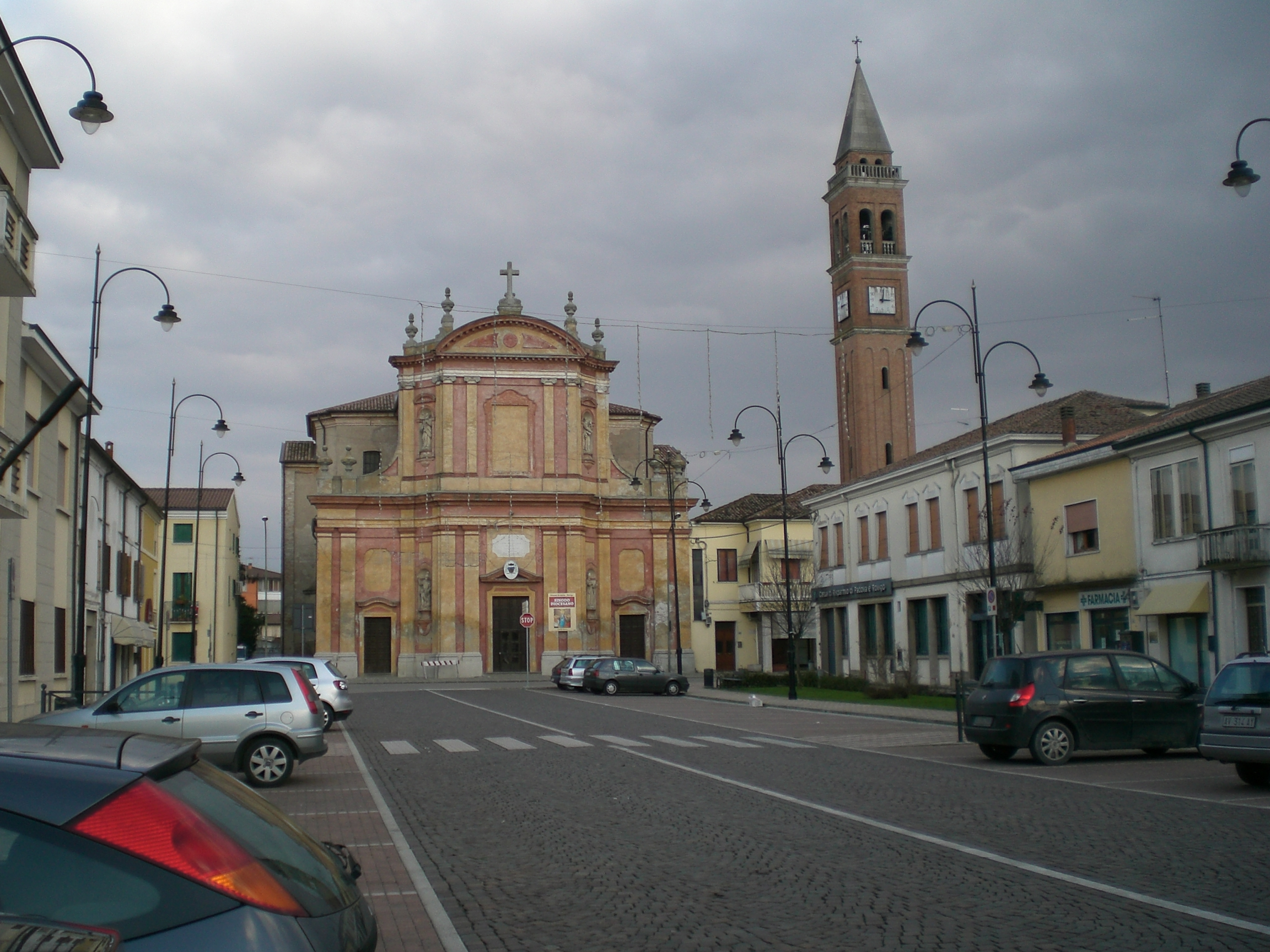

Населення — 11 915 осіб (2014).
Покровитель — святий мученик Лаврентій.

## Демографія
Населення за роками:

Станом на 1 січня 2023 року в муніципалітеті офіційно проживало 1270 іноземців з 63 країн, серед них 425 громадян країн Євросоюзу та 83 громадяни України.

## Клімат
| FERRARA              | Місяці | Місяці | Місяці | Місяці | Місяці | Місяці | Місяці | Місяці | Місяці | Місяці | Місяці | Місяці | Пора | Пора | Пора | Пора | Рік  |
| FERRARA              | Січ    | Лют    | Бер    | Кві    | Тра    | Чер    | Лип    | Сер    | Вер    | Жов    | Лис    | Гру    | Зим  | Вес  | Літ  | Осі  | Рік  |
| -------------------- | ------ | ------ | ------ | ------ | ------ | ------ | ------ | ------ | ------ | ------ | ------ | ------ | ---- | ---- | ---- | ---- | ---- |
| Темп. макс. (°C)     | 4.1    | 7.4    | 12.7   | 17.3   | 22.0   | 26.4   | 29.1   | 28.5   | 24.2   | 17.6   | 10.8   | 5.6    | 5.7  | 17.3 | 28   | 17.5 | 17.1 |
| Темп. мін. (°C)      | -0.9   | 0.8    | 4.7    | 8.6    | 12.8   | 16.5   | 18.8   | 18.6   | 15.4   | 10.4   | 5.4    | 1.1    | 0.3  | 8.7  | 18   | 10.4 | 9.4  |
| Опади (мм)           | 39     | 41     | 53     | 62     | 62     | 61     | 44     | 47     | 56     | 75     | 64     | 48     | 128  | 177  | 152  | 195  | 652  |
| Дні опадів (≥ 1 мм)  | 6      | 6      | 8      | 8      | 9      | 7      | 4      | 5      | 6      | 8      | 8      | 7      | 19   | 25   | 16   | 22   | 82   |
| Роза вітрів (Вузлів) | W 3.4  | NE 3.5 | NE 3.5 | NE 3.6 | NE 3.5 | NE 3.4 | NE 3.3 | NE 3.1 | NE 3.1 | NE 3.2 | W 3.5  | W 3.5  | 3.5  | 3.5  | 3.3  | 3.3  | 3.4  |

## Сусідні муніципалітети
- Канаро
- Феррара
- Фієссо-Умбертіано
- Стієнта